# Giro di Svizzera 1981
Il Giro di Svizzera 1981, quarantacinquesima edizione della corsa, si svolse dal 10 al 19 giugno su un percorso di 1 838 km ripartiti in 9 tappe (la terza e la settima suddivise in due semitappe ciascuna) e un cronoprologo, con partenza a Wohlen e arrivo a Zurigo. Fu vinto dallo svizzero Beat Breu della Cilo-Aufina davanti al suo connazionale Josef Fuchs e all'italiano Leonardo Natale.

## Tappe
| Tappa  | Data      | Percorso                               | km   | Vincitore di tappa | Leader cl. generale |
| ------ | --------- | -------------------------------------- | ---- | ------------------ | ------------------- |
| Prol.  | 10 giugno | Wohlen > Wohlen (cron. individuale)    | 10   | Peter Kehl         | Peter Kehl          |
| 1ª     | 11 giugno | Wohlen > Uster                         | 205  | Godi Schmutz       | Godi Schmutz        |
| 2ª     | 12 giugno | Uster > Döttingen                      | 205  | Roger De Vlaeminck | Theo de Rooy        |
| 3ª-1ª  | 13 giugno | Döttingen > Soletta                    | 103  | Roger De Vlaeminck | Theo de Rooy        |
| 3ª-2ª  | 13 giugno | Soletta > Balmberg (cron. individuale) | 12   | Beat Breu          | Beat Breu           |
| 4ª     | 14 giugno | Soletta > Ginevra                      | 190  | Jan Bogaert        | Beat Breu           |
| 5ª     | 15 giugno | Ginevra > Brig-Glis                    | 231  | Guy Nulens         | Godi Schmutz        |
| 6ª     | 16 giugno | Brig-Glis > Lugano                     | 183  | Fons De Wolf       | Godi Schmutz        |
| 7ª-1ª  | 17 giugno | Lugano > Lugano                        | 84   | Urs Freuler        | Godi Schmutz        |
| 7ª-2ª  | 17 giugno | Lugano > Monte Brè (cron. individuale) | 9,5  | Beat Breu          | Beat Breu           |
| 8ª     | 18 giugno | Lugano > Laax                          | 185  | Erwin Lienhard     | Beat Breu           |
| 9ª     | 19 giugno | Laax > Zurigo                          | 210  | Daniel Gisiger     | Beat Breu           |
| Totale | Totale    | Totale                                 | 1838 |                    |                     |

## Dettagli delle tappe

### Prologo
- 10 giugno: Wohlen > Wohlen (cron. individuale) – 10 km

| Pos. | Corridore      | Squadra     | Tempo  |
| ---- | -------------- | ----------- | ------ |
| 1    | Peter Kehl     | Kotter      | 12'12" |
| 2    | Uwe Bolten     | Capri Sonne | s.t.   |
| 3    | Albert Zweifel | Sem         | s.t.   |

| Pos. | Corridore      | Squadra     | Tempo  |
| ---- | -------------- | ----------- | ------ |
| 1    | Peter Kehl     | Kotter      | 12'12" |
| 2    | Uwe Bolten     | Capri Sonne | s.t.   |
| 3    | Albert Zweifel | Sem         | s.t.   |

### 1ª tappa
- 11 giugno: Wohlen > Uster – 205 km

| Pos. | Corridore       | Squadra     | Tempo    |
| ---- | --------------- | ----------- | -------- |
| 1    | Godi Schmutz    | Cilo-Aufina | 5h08'14" |
| 2    | Henk Lubberding | TI-Raleigh  | s.t.     |
| 3    | Theo de Rooy    | Capri Sonne | s.t.     |

| Pos. | Corridore    | Squadra     | Tempo    |
| ---- | ------------ | ----------- | -------- |
| 1    | Godi Schmutz | Cilo-Aufina | 5h20'26" |
| 2    | Theo de Rooy | Capri Sonne | s.t.     |
| 3    | Josef Fuchs  | Cilo-Aufina | s.t.     |

### 2ª tappa
- 12 giugno: Uster > Döttingen – 205 km

| Pos. | Corridore          | Squadra    | Tempo    |
| ---- | ------------------ | ---------- | -------- |
| 1    | Roger De Vlaeminck | DAF Trucks | 5h41'17" |
| 2    | John Trevorrow     | Safir      | s.t.     |
| 3    | Pierino Gavazzi    | Magniflex  | s.t.     |

| Pos. | Corridore    | Squadra     | Tempo     |
| ---- | ------------ | ----------- | --------- |
| 1    | Theo de Rooy | Capri Sonne | 11h01'43" |
| 2    | Godi Schmutz | Cilo-Aufina | s.t.      |
| 3    | Beat Breu    | Cilo-Aufina | s.t.      |

### 3ª tappa - 1ª semitappa
- 13 giugno: Döttingen > Soletta – 103 km

| Pos. | Corridore          | Squadra     | Tempo    |
| ---- | ------------------ | ----------- | -------- |
| 1    | Roger De Vlaeminck | DAF Trucks  | 2h24'52" |
| 2    | Rudy Pevenage      | Capri Sonne | s.t.     |
| 3    | Peter Kehl         | Kotter      | a 5"     |

| Pos. | Corridore    | Squadra     | Tempo     |
| ---- | ------------ | ----------- | --------- |
| 1    | Theo de Rooy | Capri Sonne | 13h26'40" |
| 2    | Godi Schmutz | Cilo-Aufina | s.t.      |
| 3    | Beat Breu    | Cilo-Aufina | s.t.      |

### 3ª tappa - 2ª semitappa
- 13 giugno: Soletta > Balmberg (cron. individuale) – 12 km

| Pos. | Corridore   | Squadra     | Tempo  |
| ---- | ----------- | ----------- | ------ |
| 1    | Beat Breu   | Cilo-Aufina | 27'20" |
| 2    | Josef Fuchs | Cilo-Aufina | a 2"   |
| 3    | Jo Maas     | TI-Raleigh  | a 14"  |

| Pos. | Corridore   | Squadra     | Tempo     |
| ---- | ----------- | ----------- | --------- |
| 1    | Beat Breu   | Cilo-Aufina | 13h54'00" |
| 2    | Josef Fuchs | Cilo-Aufina | a 2"      |
| 3    | Jo Maas     | TI-Raleigh  | a 28"     |

### 4ª tappa
- 14 giugno: Soletta > Ginevra – 190 km

| Pos. | Corridore      | Squadra       | Tempo    |
| ---- | -------------- | ------------- | -------- |
| 1    | Jan Bogaert    | Vermeer-Thijs | 4h37'29" |
| 2    | Rudy Pevenage  | Capri Sonne   | s.t.     |
| 3    | Daniel Gisiger | Cilo-Aufina   | s.t.     |

| Pos. | Corridore   | Squadra     | Tempo     |
| ---- | ----------- | ----------- | --------- |
| 1    | Beat Breu   | Cilo-Aufina | 18h33'49" |
| 2    | Josef Fuchs | Cilo-Aufina | a 2"      |
| 3    | Jo Maas     | TI-Raleigh  | a 28"     |

### 5ª tappa
- 15 giugno: Ginevra > Brig-Glis – 231 km

| Pos. | Corridore       | Squadra     | Tempo    |
| ---- | --------------- | ----------- | -------- |
| 1    | Guy Nulens      | DAF Trucks  | 5h44'50" |
| 2    | Dietrich Thurau | Kotter      | s.t.     |
| 3    | Erwin Lienhard  | Cilo-Aufina | s.t.     |

| Pos. | Corridore    | Squadra     | Tempo     |
| ---- | ------------ | ----------- | --------- |
| 1    | Godi Schmutz | Cilo-Aufina | 24h19'13" |
| 2    | Beat Breu    | Cilo-Aufina | a 1'23"   |
| 3    | Josef Fuchs  | Cilo-Aufina | a 1'25"   |

### 6ª tappa
- 16 giugno: Brig-Glis > Lugano – 183 km

| Pos. | Corridore       | Squadra       | Tempo    |
| ---- | --------------- | ------------- | -------- |
| 1    | Fons De Wolf    | Vermeer-Thijs | 4h41'28" |
| 2    | Willy Vigouroux | Safir         | s.t.     |
| 3    | Peter Kehl      | Kotter        | s.t.     |

| Pos. | Corridore    | Squadra     | Tempo     |
| ---- | ------------ | ----------- | --------- |
| 1    | Godi Schmutz | Cilo-Aufina | 29h00'41" |
| 2    | Beat Breu    | Cilo-Aufina | a 1'23"   |
| 3    | Josef Fuchs  | Cilo-Aufina | a 1'25"   |

### 7ª tappa - 1ª semitappa
- 17 giugno: Lugano > Lugano – 84 km

| Pos. | Corridore       | Squadra   | Tempo    |
| ---- | --------------- | --------- | -------- |
| 1    | Urs Freuler     |           | 1h49'24" |
| 2    | Pierino Gavazzi | Magniflex | s.t.     |
| 3    | Peter Kehl      | Kotter    | s.t.     |

| Pos. | Corridore    | Squadra     | Tempo     |
| ---- | ------------ | ----------- | --------- |
| 1    | Godi Schmutz | Cilo-Aufina | 30h50'05" |
| 2    | Beat Breu    | Cilo-Aufina | a 1'23"   |
| 3    | Josef Fuchs  | Cilo-Aufina | a 1'25"   |

### 7ª tappa - 2ª semitappa
- 17 giugno: Lugano > Monte Brè (cron. individuale) – 9,5 km

| Pos. | Corridore       | Squadra     | Tempo  |
| ---- | --------------- | ----------- | ------ |
| 1    | Beat Breu       | Cilo-Aufina | 20'57" |
| 2    | Leonardo Natale | Magniflex   | a 25"  |
| 3    | Josef Fuchs     | Cilo-Aufina | a 30"  |

| Pos. | Corridore    | Squadra     | Tempo     |
| ---- | ------------ | ----------- | --------- |
| 1    | Beat Breu    | Cilo-Aufina | 31h12'25" |
| 2    | Godi Schmutz | Cilo-Aufina | a 6"      |
| 3    | Josef Fuchs  | Cilo-Aufina | a 32"     |

### 8ª tappa
- 18 giugno: Lugano > Laax – 185 km

| Pos. | Corridore      | Squadra       | Tempo    |
| ---- | -------------- | ------------- | -------- |
| 1    | Erwin Lienhard | Cilo-Aufina   | 5h48'37" |
| 2    | Joop Zoetemelk | TI-Raleigh    | s.t.     |
| 3    | Fons De Wolf   | Vermeer-Thijs | a 7"     |

| Pos. | Corridore       | Squadra     | Tempo     |
| ---- | --------------- | ----------- | --------- |
| 1    | Beat Breu       | Cilo-Aufina | 37h01'09" |
| 2    | Josef Fuchs     | Cilo-Aufina | a 32"     |
| 3    | Leonardo Natale | Magniflex   | a 1'04"   |

### 9ª tappa
- 19 giugno: Laax > Zurigo – 210 km

| Pos. | Corridore      | Squadra     | Tempo    |
| ---- | -------------- | ----------- | -------- |
| 1    | Daniel Gisiger | Cilo-Aufina | 5h38'57" |
| 2    | Theo de Rooy   | Capri Sonne | s.t.     |
| 3    | Guy Nulens     | DAF Trucks  | s.t.     |

| Pos. | Corridore       | Squadra     | Tempo     |
| ---- | --------------- | ----------- | --------- |
| 1    | Beat Breu       | Cilo-Aufina | 42h40'41" |
| 2    | Josef Fuchs     | Cilo-Aufina | a 32"     |
| 3    | Leonardo Natale | Magniflex   | a 1'04"   |

## Classifiche finali

### Classifica generale
| Pos. | Corridore       | Squadra        | Tempo     |
| ---- | --------------- | -------------- | --------- |
| 1    | Beat Breu       | Cilo-Aufina    | 42h40'41" |
| 2    | Josef Fuchs     | Cilo-Aufina    | a 32"     |
| 3    | Leonardo Natale | Magniflex-Olmo | a 1'04"   |
| 4    | Godi Schmutz    | Cilo-Aufina    | a 2'09"   |
| 5    | Henk Lubberding | TI-Raleigh     | a 4'10"   |
| 6    | Ueli Sutter     | Cilo-Aufina    | a 4'57"   |
| 7    | Dietrich Thurau | Kotter         | a 5'27"   |
| 8    | Albert Zweifel  | Sem-France L.  | a 5'56"   |
| 9    | Guy Nulens      | DAF Trucks     | a 7'47"   |
| 10   | Eddy Schepers   | DAF Trucks     | a 8'48"   |